# Longicrusavis
Longicrusavis is een geslacht van uitgestorven vogels uit het Vroeg-Krijt van het huidige China, behorend tot de Ornithuromorpha. De enige benoemde soort is Longicrusavis houi.

## Vondst en naamgeving
In 2010 benoemden en beschreven Jingmai Kathleen O'Connor, Ke Qingao en Luis María Chiappe de typesoort Longicrusavis houi. De geslachtsnaam is afgeleid van het Latijn longus, 'lang', crus, 'onderbeen', en avis, 'vogel', een verwijzing naar het lange onderbeen. De soortaanduiding eert de Chinese paleontoloog Hou Lianhai.
Het holotype PKUP V1069 is bij Lingyuan in de provincie Liaoning gevonden in de Dawangzhangzilagen van de Yixianformatie die dateren uit het vroege Aptien, ongeveer 125 miljoen jaar oud. Het bestaat het een vrijwel volledig skelet met schedel, platgedrukt op een plaat en tegenplaat. De botten zijn slechts als een natuurlijke mal bewaard gebleven. Het skelet ligt grotendeels in verband. Het omvat uitgebreide resten van het verenkleed.

## Beschrijving
Longicrusavis is een klein vogeltje, in grootte vergeleken met de moderne Sayornis. Het gewicht is geschat op negenentachtig gram. De vleugelspanwijdte is geschat op zesentwintig centimeter.
De beschrijvers wisten enkele onderscheidende eigenschappen vast te stellen. De snavel is robuust. Het borstbeen heeft geen binnenste uitsteeksels aan de achterrand. Het opperarmbeen heeft een uitsteeksel op de bovenkant van de buitenste onderste gewrichtsknobbel. Bij het scheenbeen buigt de crista cnemialis haakvormig naar buiten. Het tweede en vierde middenvoetsbeen zijn gelijk in lengte.
De kop is van achteren rond en gaat naar voren geleidelijk over in een matig lange spitse snuit. In de bovenkaken zijn tandkassen zichtbaar, in de onderkaken niet. De voorlopige conclusie van de beschrijvers was dat het dier tandeloos was. De formule voor de vingerkootjes is 2-3-2-0-0. De tibiotarsus heeft een lengte van 37,6 millimeter vergeleken met 24,3 millimeter voor het dijbeen.
De middelste slagpennen van de hand, de remiges primarii, zijn zeer lang.

## Fylogenie
In 2010 werd Longicrusavis in de Hongshanornithidae geplaatst. Later werd echter een verwantschap met de Songlingornithidae gesuggereerd.

## Levenswijze
Vanwege de lange benen en het gevonden zijn in een meerafzetting werd voor Longicrusavis een levenswijze als oevervogel aangenomen.